# Fionnuala
Fionnuala  è un nome proprio di persona irlandese femminile.

## Varianti
- Femminili: Finnuala[1], Fionnghuala[1][2], Finnguala[1][2]
  - Forme anglicizzate: Fenella[2], Finola[1], Fionola[1]
  - Ipocoristici: Nuala[1][2], Nola[1]

### Varianti in altre lingue
- Scozzese: Fionnghal[2], Finuall[2]
  - Forme anglicizzate: Fenella[1], Finella[1], Finola[1], Fionola[1]

## Origine e diffusione
Significa "spalla bianca", essendo composto dai termini irlandesi antichi fionn ("bianco", "chiaro", da cui anche Fiona, Fintan, Bébinn, Caoilfhionn e Fionnbharr) e guala ("spalla").
È presente nella mitologia irlandese, dove Fionnuala è una dei quattro figli di Lir, che vengono trasformati in cigni dalla loro matrigna per 900 anni. Il nome divenne estremamente raro, usato occasionalmente perlopiù in Scozia: qui veniva reso in inglese usando il nome Flora, mentre in Irlanda per tale scopo era usato Penelope. Solo più recentemente è stato rispolverato.

## Onomastico
Non esistono sante che portano questo nome, che quindi è adespota. L'onomastico può essere festeggiato in occasione di Ognissanti, il 1º novembre.

## Persone

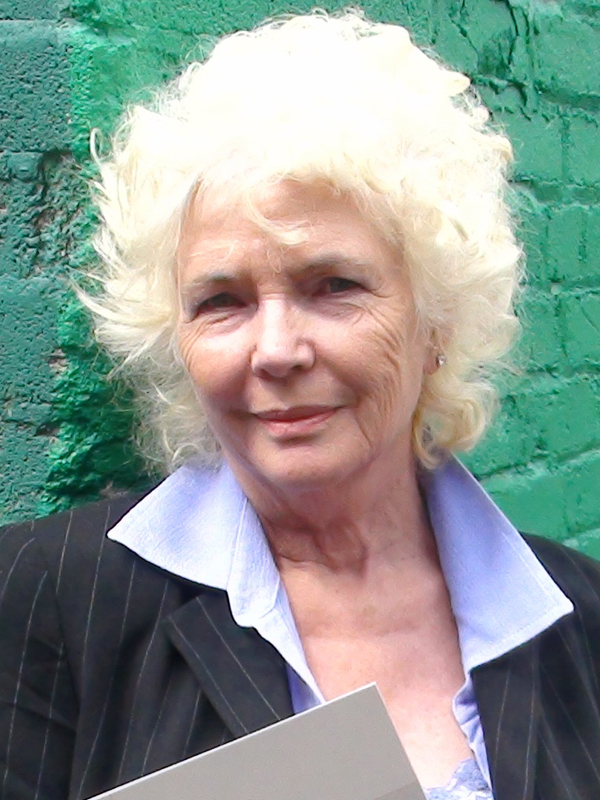
Fionnula Flanagan

### Varianti
- Fionnula Flanagan, attrice irlandese
- Finola Hughes, attrice e ballerina britannica
- Fenella Woolgar, attrice inglese

## Il nome nelle arti
- Nuala è un personaggio del film del 1999 Eyes Wide Shut, diretto da Stanley Kubrick.
- Nuala è un personaggio del film del 2008 Hellboy - The Golden Army, diretto da Guillermo del Toro.
- Fenella è un personaggio dell'opera di Daniel Auber La muta di Portici.